# Guerra russo-turca (1768-1774)
La guerra russo-turca 1768–1774 (o anche  quinta guerra russo-turca) fu un conflitto decisivo il cui risultato fu di portare definitivamente l'Ucraina meridionale, il Caucaso settentrionale e la Crimea sotto il dominio dell'Impero russo.
La guerra fu scatenata a seguito dei disordini verificatisi in Polonia, ove gli szlachcici si erano sollevati contro il re Stanislao Augusto Poniatowski, il favorito della zarina Caterina II, che si era insediato con il sostegno delle truppe russe. L'influenza russa in Polonia era già da lungo tempo considerata dai turchi una spina nel fianco ed essi vollero sostenere i rivoltosi. La guerra scoppiò quando un reggimento cosacco al servizio della Russia, nell'inseguire un reggimento di oppositori polacchi entrò nel territorio sotto la sovranità dell'impero ottomano presso Balta. I turchi accusarono i cosacchi di aver perpetrato un massacro ai danni della popolazione locale, senza tuttavia fornire prove dei fatti.
A seguito degli eventi di Balta il sultano Mustafa III il 25 settembre 1768 dichiarò guerra alla Russia. I turchi imbastirono un'alleanza con le forze di opposizione della Confederazione di Bar in Polonia, mentre la Russia era appoggiata dall'Inghilterra, che forniva la propria consulenza alla marina imperiale russa.
L'armata della Confederazione di Bar fu rapidamente annientata dal generale russo Suvorov, che si trasferì poi sul fronte russo-turco ove nel 1773 e nel 1774 ottenne grandi vittorie dopo che già il feldmaresciallo Rumjancev-Zadunajskij aveva sconfitto le preponderanti forze turche nelle battaglie del Larga e di Kagul e Pëtr Panin aveva espugnato la fortezza di Bender. Nel 1770 intanto Pietro di Gartenberg era riuscito a conquistare la zecca di Sadgora, nel principato di Moldavia, grazie alla quale poté pagare il soldo alle truppe russe.
Le operazioni navali della flotta baltica russa nel mare Mediterraneo sotto la guida del conte Aleksej Orlov furono parimenti coronate da successo. Mentre i russi organizzavano in Siria ed Egitto rivolte contro l'Impero ottomano, la loro flotta annientò gran parte di quella turca nel 1770 nella battaglia di Çeşme.
Il 21 luglio 1774 l'Impero ottomano sottoscrisse la pace di Küçük Kaynarca, in base alla quale il Khanato di Crimea perse il suo stato di signoria vassalla della Sublime porta e divenne formalmente uno stato indipendente, ma di fatto entrò nell'orbita dell'influenza della Russia alla quale fu presto annesso. La Russia ricevette inoltre un indennizzo di guerra di 4 milioni di rubli e due importanti porti strategici sul Mar Nero.
La guerra russo-turca dal 1768 al 1774 fu solamente un episodio del lungo processo di espansione dell'impero russo verso sud e verso ovest nel corso dei secoli XVIII e XIX: una delle dodici guerre russo-turche; ma fu la prima in cui la marina russa svolse un ruolo importante, notato da tutte le potenze occidentali.